# 大谷郡
大谷郡，中国南北朝时设置的郡。
北魏正始元年（504年），析归化郡、北水郡二郡于故汉昌县置大谷郡，治所梁广县（今四川省巴中市）。延昌三年（514年），于大谷郡置巴州。南朝梁大同元年（535年），南梁夺得，属巴州。承圣二年（553年）被西魏占领，北周沿置，改梁广县为化成县。辖境约当今四川省巴中市地。隋文帝开皇三年（583年）废大谷郡，地属巴州。